# عملیات عروسی سرخ
عملیات عروسی سرخ (به عبری: מבצע חתונה אדומה) یک عملیات نظامی هماهنگ اسرائیلی بود که در ۲۳ خرداد ۱۴۰۴ اجرا شد و اعضای عالی‌رتبه سپاه پاسداران انقلاب اسلامی را هدف قرار داد. این عملیات توسط نیروهای دفاعی اسرائیل و موساد بصورت مشترک طراحی و اجرا شد و آغاز جنگ ایران و اسرائیل را رقم زد. عملیات عروسی سرخ منجر به حذف ۳۰ فرمانده ارشد ایرانی شد.

## پیشینه
برنامه‌ریزی استراتژیک اسرائیل علیه ایران از اوایل دهه ۱۹۹۰ آغاز شد، زمانی که قابلیت‌های موشکی و جاه‌طلبی‌های هسته‌ای رو به گسترش جمهوری اسلامی به عنوان تهدیدهای وجودی شناسایی شدند. موساد نفوذ بلندمدتی را در مؤسسات علمی و نظامی ایران آغاز کرد. این زمینه‌سازی اطلاعاتی شامل سرقت آرشیو هسته‌ای پروژه آماد در سال ۲۰۱۸ بود که پیشرفت بزرگی در افشای تحقیقات تسلیحات هسته‌ای ایران بود.
در اواخر دهه ۲۰۲۰، با نزدیک شدن غنی‌سازی اورانیوم ایران به سطوح تسلیحاتی و طفره رفتن دیپلماسی با ایالات متحده، اطلاعات اسرائیل ارزیابی کرد که دریچه‌ای تعیین‌کننده برای اقدام باز شده است. در طول سال ۲۰۲۴، ارتش اسرائیل و موساد عملیات مخفی در داخل ایران را تسریع کردند، سلول‌های خرابکاری را مستقر کردند، پهپادها را قاچاق کردند و زیرساخت‌های حیاتی موشکی و پدافند هوایی را هدف قرار دادند.
در اوج جنگ با حزب‌الله در اکتبر ۲۰۲۴، برنامه‌ریزان نظامی اسرائیل شروع به آماده‌سازی برای حمله مستقیم به خاک ایران کردند. برنامه‌ریزی بر اساس اطلاعات گسترده از اداره اطلاعات نظامی ارتش اسرائیل و واحد ۸۲۰۰، قابلیت‌های هوایی در حال تکامل اسرائیل و ابزارهای عمیق جاسوسی سایبری، نقشه‌برداری بلندمدت از شبکه پدافند هوایی ایران و ساختار فرماندهی نظامی انجام شد.
تا مارس ۲۰۲۵، اطلاعات اسرائیل یک «بانک هدف» جامع از رهبری نظامی و زیرساخت‌های هسته‌ای ایران گردآوری کرده بود. زمانی که مأموران اسرائیلی متوجه شدند که چهره‌های کلیدی سپاه پاسداران و دانشمندان هسته‌ای در ۱۳ ژوئن ۲۰۲۵ در جلساتی در تهران شرکت خواهند کرد، یک فرصت استراتژیک پدیدار شد. به عنوان بخشی از یک استراتژی فریب گسترده‌تر، بنیامین نتانیاهو، نخست‌وزیر، از عروسی پسرش برای پنهان کردن آمادگی‌ها برای حمله به ایران استفاده کرد.

## حمله
در ساعات اولیه ۲۳ خرداد ۱۴۰۴، اسرائیل عملیات عروسی سرخ را آغاز کرد. این حمله با ترکیب پهپادهای رادارگریز، مهمات هدایت‌شونده دقیق و سیستم‌های اختلال سایبری، مقامات ارشد نظامی ایران را در سراسر تهران و سایر مکان‌های نامعلوم به‌طور همزمان هدف قرار داد.
فرماندهان برجسته کشته شده عبارتند از:
- سرلشکر محمد باقری، رئیس ستاد کل نیروهای مسلح ایران
- سرلشکر غلامعلی رشید، فرمانده قرارگاه مرکزی خاتم‌الانبیا
- سرلشکر حسین سلامی، فرمانده کل سپاه پاسداران
- سرتیپ امیرعلی حاجی‌زاده، فرمانده نیروی هوافضای سپاه پاسداران

به‌طور همزمان، عملیات نارنیا حداقل ۹ دانشمند هسته‌ای مرتبط با برنامه تسلیحاتی ایران را هدف قرار داد و کشت.
پس از این عملیات، بمباران‌های هماهنگ شده توسط بیش از ۲۰۰ هواپیمای جنگنده اسرائیلی انجام شد که آغاز جنگ ایران و اسرائیل را رقم زد. این حملات تقریباً ۱۰۰ سایت نظامی و هسته‌ای را در سراسر ایران هدف قرار داد و با استفاده از مهمات پیشرفته، توانایی ایران برای هماهنگی یا تلافی را برای تقریباً ۲۴ ساعت از کار انداخت. چند روز بعد، نیروهای آمریکایی به این عملیات پیوستند و از مهمات سنگرشکن علیه تأسیسات هسته‌ای در عمق زمین استفاده کردند.

## نام‌گذاری
این عملیات با اشاره به صحنه قتل‌عام بدنام در سریال بازی تاج و تخت از شبکه اچ‌بی‌او، «عروسی سرخ» نامگذاری شد، جایی که یک حمله غافلگیرانه یک گروه رهبری کلیدی را در عرض چند دقیقه ریشه کن می‌کند. این نام نمادی از هدف مأموریت، یعنی سر بریدن ناگهانی و وحشیانه فرماندهی نظامی ایران و جلوگیری از یک ضد حمله سازمان‌یافته بود. به گفته منابع اسرائیلی، معماران این عملیات مستقیماً از درخشش تاکتیکی و ارزش شوک عاطفی این قتل‌عام تخیلی در سریال بازی تاج‌وتخت الهام گرفته بودند.